# Gyldendal
Gyldendal (úplný název Gyldendalske Boghandel, Nordisk Forlag A/S) je nejstarší a největší dánské nakladatelství se sídlem v Kodani.

## Historie a současnost

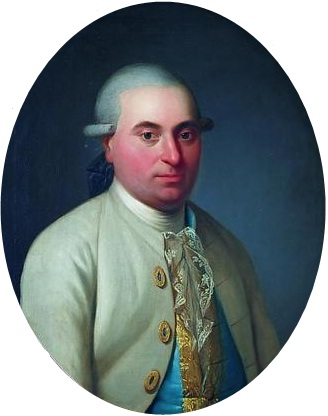
Portrét dánského knihkupce Gyldendala

Založil ho v roce 1770 dánský knihkupec Søren Gyldendal. Když v roce 1925 vzniklo norské nakladatelství Gyldendal Norsk Forlag, od dánského Gyldendalu získalo práva na vydávání některých významných norských autorů, včetně příslušníků tzv. norské Velké čtyřky (například H. Ibsena) nebo Knuta Hamsuna.
Dnes vydává krásnou i odbornou literaturu. V minulosti rovněž vydávalo tištěnou verzi nejvýznamnější dánské encyklopedie Den Store Danske Encyklopædi a v současnosti zabezpečuje provoz její webové verze.
Společnost je obchodována na kodaňské burze. V roce 2015 dosáhla obrat 830 milionů dánských korun a měla 403 stálých zaměstnanců.